# گئورگ زوبیان
گئورگ داوتی زوبیان (ارمنی: Գևորգ Դավթի Զուբյան؛  زادهٔ ۱ سپتامبر ۱۹۱۲ - درگذشته ۱۶ اوت ۱۹۸۱) یک جغرافی‌دان و هواشناس اهل ارمنستان بود.	

## زندگی‌نامه
در ۱ سپتامبر ۱۹۱۲ در ایروان به دنیا آمد و از دانشگاه دولتی هیدرومتئورولوژی روسیه   (۱۹۳۷) فارغ‌التحصیل شد. وی در دانشگاه دولتی ایروان فعالیت می‌کرد.  وی همچنین برنده دانشمند شایسته ارمنستان شوروی (۱۹۷۰) شده است. وی در ۱۶ اوت ۱۹۸۱ در سن ۶۸ سالگی در ایروان درگذشت.

## یادداشت
1. ↑  աշխարհագրական գիտությունների դոկտոր